# Zwackhiomyces physciicola
Zwackhiomyces physciicola is een korstmosparasiet behorend tot de familie Xanthopyreniaceae. Het is een opvallende
soort die veelal wordt aangetroffen op stoeprandvingermos (Physcia caesia), maar zij kan ook op diverse schaduwmossen gevonden worden.

## Kenmerken
De parasiet is goed te herkennen en verwarring met andere soorten ligt niet direct voor de hand. In het veld vallen de perithecia op als ronde zwarte balletjes die verspreid over het thallus van de gastheer voorkomen. De perithecia zijn 0,1 tot 0,2 mm groot en de ascosporen zijn kleurloos, tweecellig en 18-22 × 5,5-6,5 µm groot. 

## Verspreiding
Het is een soort die verspreid door Europa is aangetroffen, maar toch maar weinig gemeld wordt. Naast Nederland is de soort ook aangetroffen in Spanje, Denemarken, Oostenrijk, Luxemburg en Frankrijk.
In Nederland komt het zeer zeldzaam voor. In Nederland is de soort alleen bekend van de begraafplaats van Dwingeloo. Hier is het veel aanwezig op het stoeprandvingermos op oude grafstenen. Bij alle vondsten werd ook de aanwezigheid van Polycoccum pulvinatum vastgesteld, de meest algemene parasiet op stoeprandvingermos. 